# Valdestillas
Valdestillas község Spanyolországban, Valladolid tartományban. Valdestillas Viana de Cega, La Pedraja de Portillo, Mojados, Matapozuelos, Serrada és Villanueva de Duero községekkel határos. Lakosainak száma 1612 fő (2024).

## Népesség
A település népessége az utóbbi években az alábbiak szerint változott:
| Lakosok száma | 1583 | 1650 | 1784 | 1804 | 1780 | 1742 | 1665 | 1643 | 1599 | 1612 |
|               | 2001 | 2004 | 2007 | 2009 | 2012 | 2014 | 2017 | 2019 | 2022 | 2024 |